# Colar

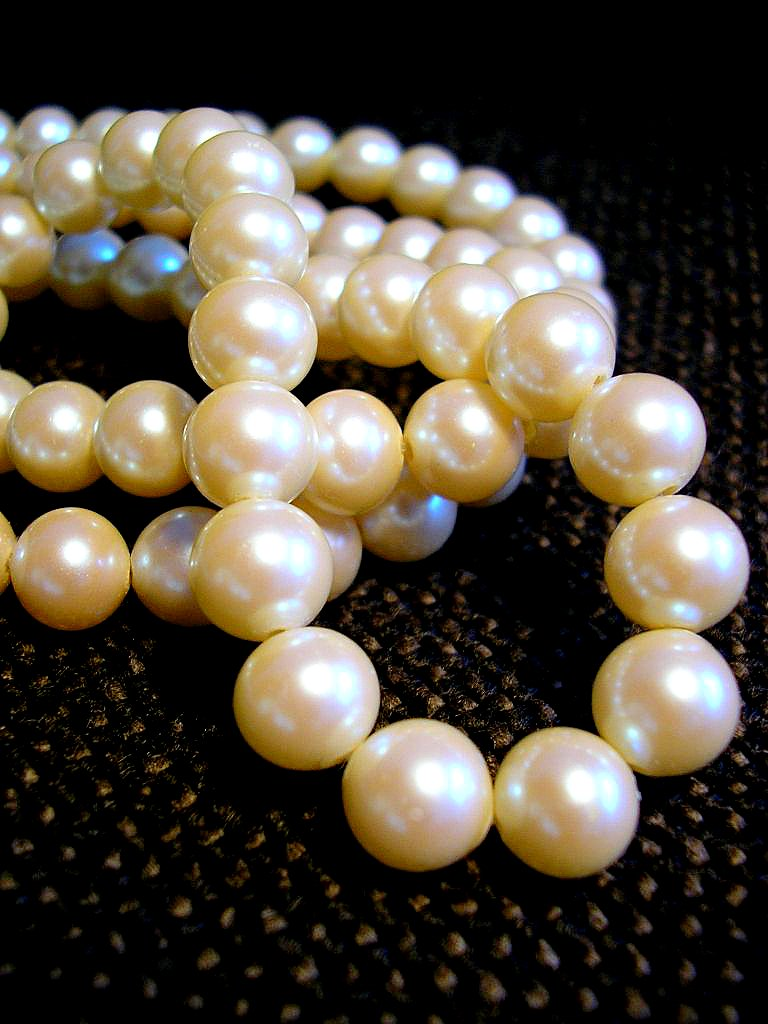
Colar de pérolas

Colar é uma peça de joalheria ou bijuteria que serve para adornar o pescoço e colo. Quando o colar fica bem próximo ao pescoço, é chamado de gargantilha.
O colar pode ser feito com diversos materiais e ter diferentes formas. Os materiais mais comuns são metal (ouro, prata, platina, aço, cobre, etc), couro, fios de algodão, seda, plástico, borracha etc; e podem apresentar pedras preciosas, pérolas, conchas, penas ou contas feitas com sementes, cristal, vidro, borracha, cerâmica, plástico etc.
É um adorno utilizado especialmente por mulheres, mas também por homens, em todas as épocas e sociedades.